# Hochschule für Wirtschaft und Recht Berlin
Die Hochschule für Wirtschaft und Recht Berlin (HWR Berlin) ist eine Wirtschaftshochschule in Berlin. Sie zählt mit über 12.000 Studierenden zu den größten Wirtschaftshochschulen in Deutschland und gehört dem forschungsorientierten UAS7-Netzwerk an.
2009 entstand die HWR Berlin aus dem Zusammenschluss der Fachhochschule für Wirtschaft Berlin und der Fachhochschule für Verwaltung und Rechtspflege Berlin.
In fünf Fachbereichen und zwei Zentralinstituten werden Studienmöglichkeiten in den Gebieten Betriebs- und Volkswirtschaft, Verwaltungs-, Ingenieur- und Rechtswissenschaften sowie im Sicherheitsbereich angeboten.
Die HWR Berlin ist eine Hochschule für angewandte Wissenschaften mit ausgeprägtem Praxisbezug. Das Studiengangsportfolio umfasst über 70 Studiengänge auf Bachelor-, Master- und MBA-Ebene. Die Hochschule unterhält im Jahr 2024 weltweit 179 aktive Partnerschaften mit renommierten Universitäten.

## Geschichte
Zwei Vorgängereinrichtungen sind in der Hochschule für Wirtschaft und Recht zum 1. April 2009 aufgegangen: die Fachhochschule für Wirtschaft Berlin (FHW) und die Fachhochschule für Verwaltung und Rechtspflege Berlin (FHVR).

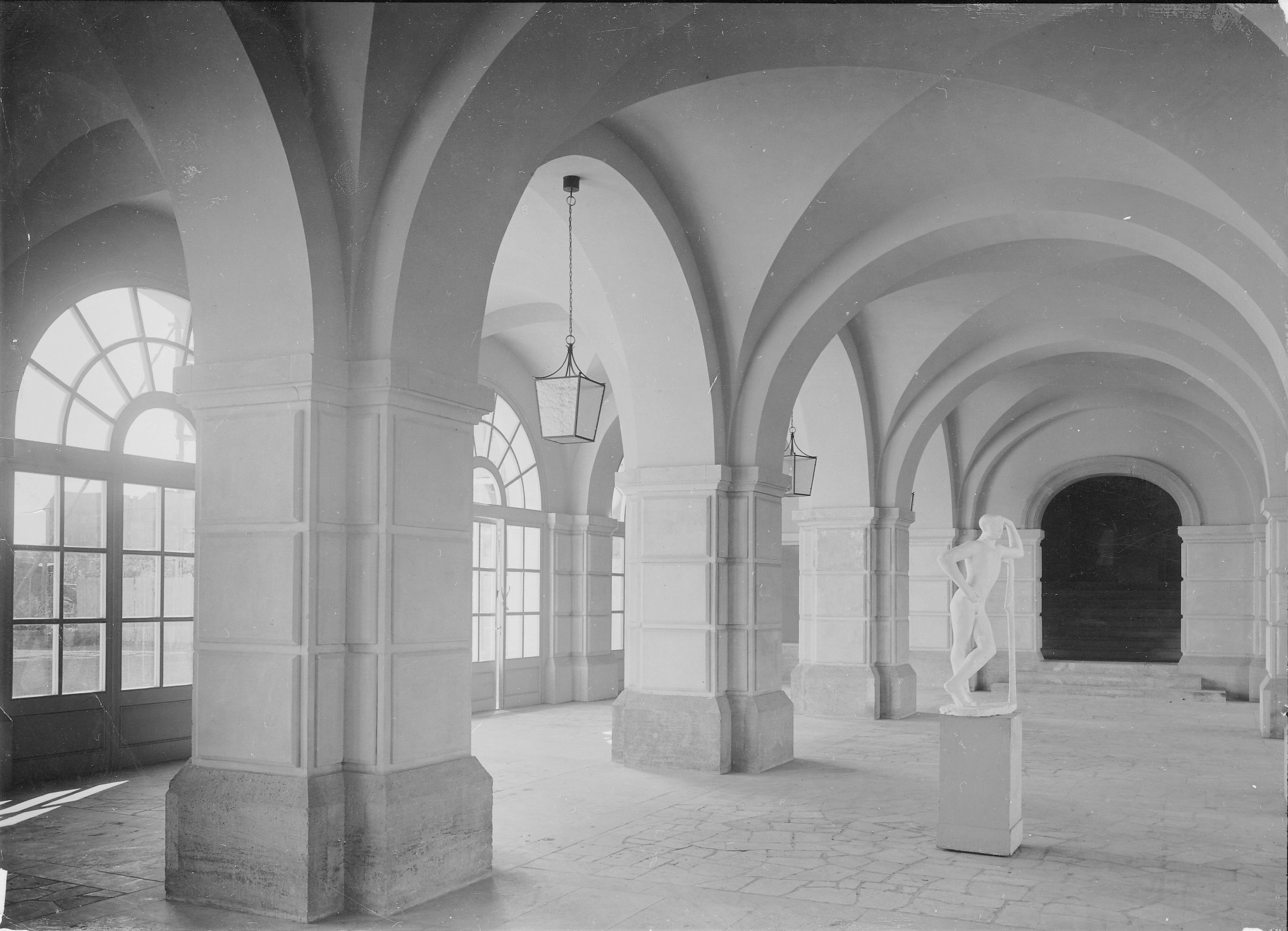
Gebäudeinnenansicht (1953)

Die FHW Berlin wurde 1971 als Nachfolgeeinrichtung der Wirtschaftsakademie gegründet, die ihrerseits 1965 aus dem Hochschulinstitut für Wirtschaftskunde und der Höheren Wirtschaftsfachschule hervorgegangen war und bot zunächst lediglich den Studiengang Wirtschaft in Tages- und Abendform an. Ende der 1990er Jahre erweiterte die FHW Berlin ihr Fächerangebot um Programme auf MBA-Ebene und war damit einer der ersten MBA-Anbieter in Deutschland. 2003 folgte die Integration der vormals eigenständigen Berufsakademie Berlin. Zu diesem Zeitpunkt wurden zwei Fachbereiche und ein Zentralinstitut als organisatorische Einheiten gegründet.
Die FHVR Berlin (bis 1993: FHSVR) wurde 1973 als Ausbildungseinrichtung für die Laufbahnen des gehobenen Dienstes im West-Berliner öffentlichen Dienst gegründet. Ab 1990 war sie Ausbildungsanbieter für das gesamte Berliner Einzugsgebiet. Zunächst bestand sie aus den beiden Fachbereichen Allgemeine Verwaltung und Rechtspflege, später wurde sie um weitere Fachbereiche ergänzt. Zum Zeitpunkt des Zusammenschlusses mit der FHW Berlin umfasste die FHVR Berlin die Fachbereiche Allgemeine Verwaltung, Rechtspflege und Polizeivollzugsdienst. Ab Anfang der 1990er Jahre begleitete die FHVR Berlin mit theoretischen Phasen das Studium der Konsulatssekretäre des Auswärtigen Amtes. Anfangs hatte die Hochschule ihren Standort im Zentrum West-Berlins, 1994 zog die FHVR Berlin in das Bildungs- und Verwaltungszentrum Friedrichsfelde. Zu diesem Zeitpunkt wurde erstmals ein externer (nicht-beamteter) Studiengang im Bereich Public Management angeboten. Es folgten weitere Studienangebote auf Bachelor- und Master-Ebene, die teilweise auch für externe Bewerber zugänglich waren.
Anfang 2011 bekam der Fachbereich Berufsakademie den neuen Namen Fachbereich Duales Studium Wirtschaft – Technik.

## Organisationsstruktur

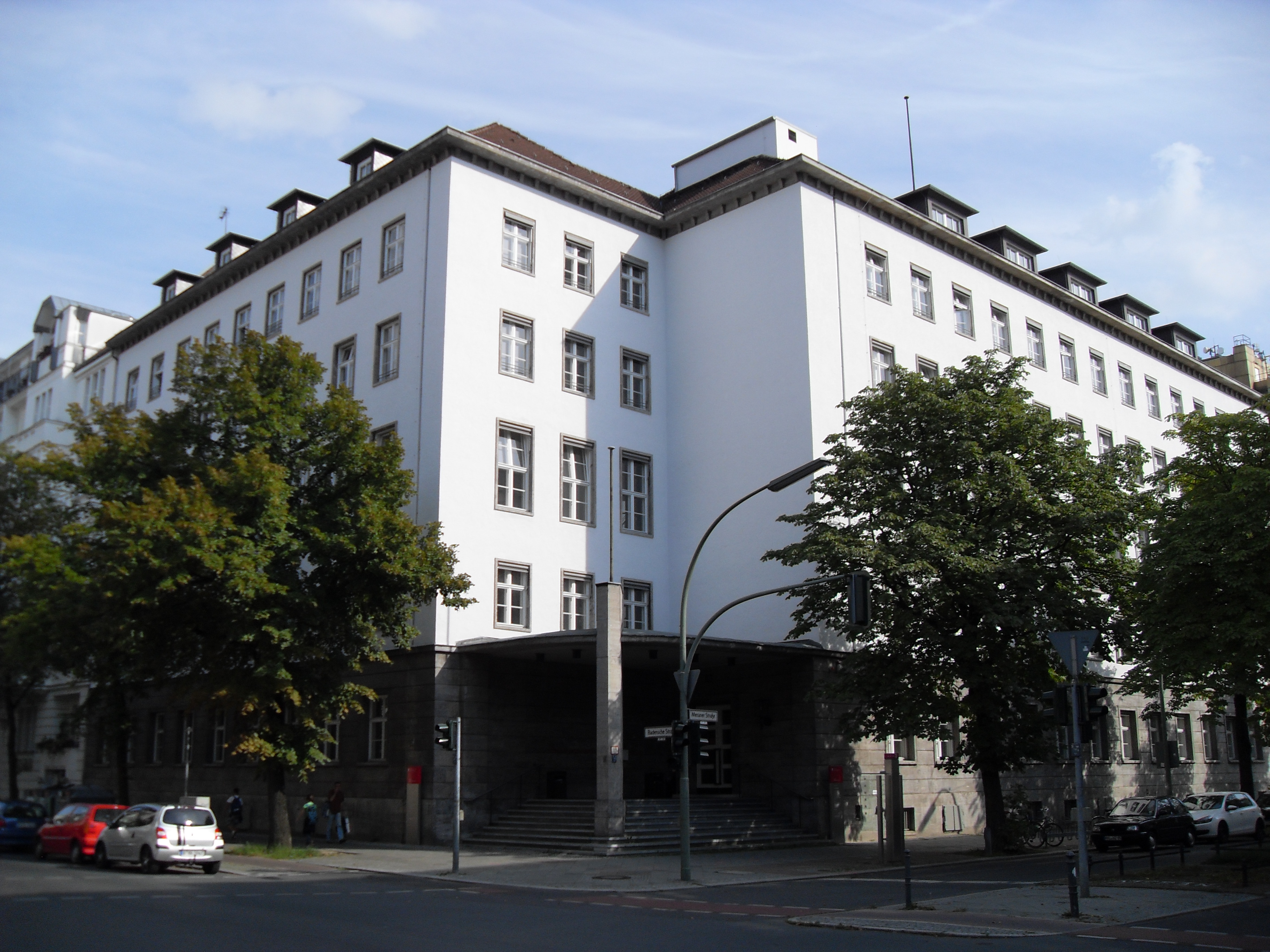
Haus A

### Standorte
Die HWR Berlin verfügt über zwei Standorte: einen Campus in Schöneberg (Bezirk Tempelhof-Schöneberg) und einen in Friedrichsfelde (Bezirk Lichtenberg).
Die Gebäude in der Badenschen Straße (Campus Schöneberg) umfassen die Hochschulleitung, die zentrale Hochschulverwaltung, den Fachbereich Wirtschaftswissenschaften, das Weiterbildungsinstitut Berlin Professional School sowie zahlreiche Serviceeinrichtungen.
Die Häuser A bis C befinden sich in der Badenschen Straße 50 bis 52, Haus D in der Babelsberger Straße 40/41 und Haus E in der Babelsberger Straße 14–16 in Berlin-Wilmersdorf.
Im Campus Lichtenberg in der Straße Alt-Friedrichsfelde 60 sind seit 2011 vier Fachbereiche der HWR Berlin sowie Teile der Berlin Professional School und das Institut für Verwaltungsmodernisierung und Polizeireform in Mittel- und Osteuropa untergebracht.

### Fachbereiche
Die HWR Berlin verfügt über fünf Fachbereiche:
- Fachbereich 1: Wirtschaftswissenschaften
- Fachbereich 2: Duales Studium
- Fachbereich 3: Allgemeine Verwaltung
- Fachbereich 4: Rechtspflege
- Fachbereich 5: Polizei und Sicherheitsmanagement

### Zentralinstitute

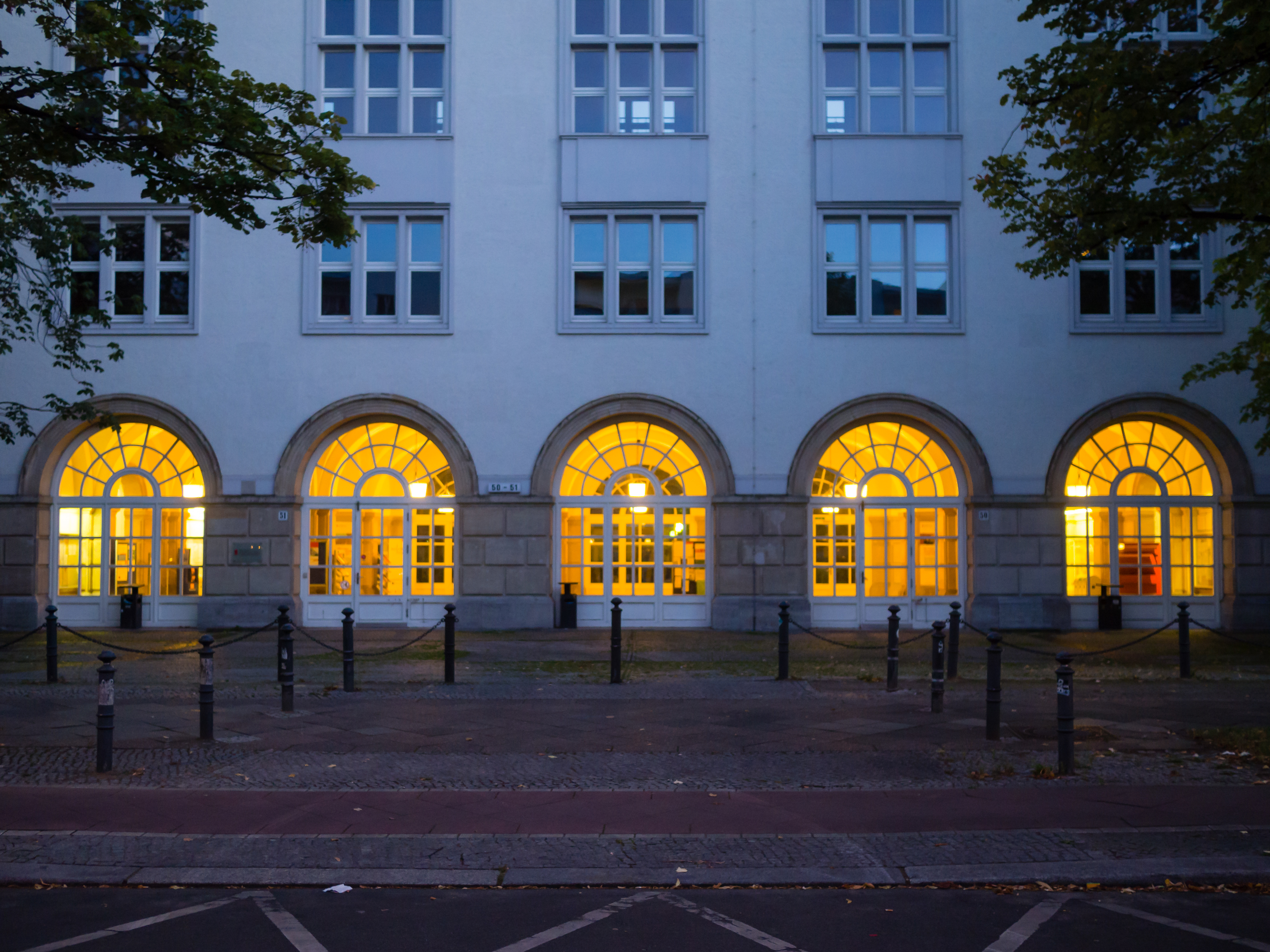
Haus B

Die Hochschule für Wirtschaft und Recht verfügt über zwei Zentralinstitute:
Berlin Professional School

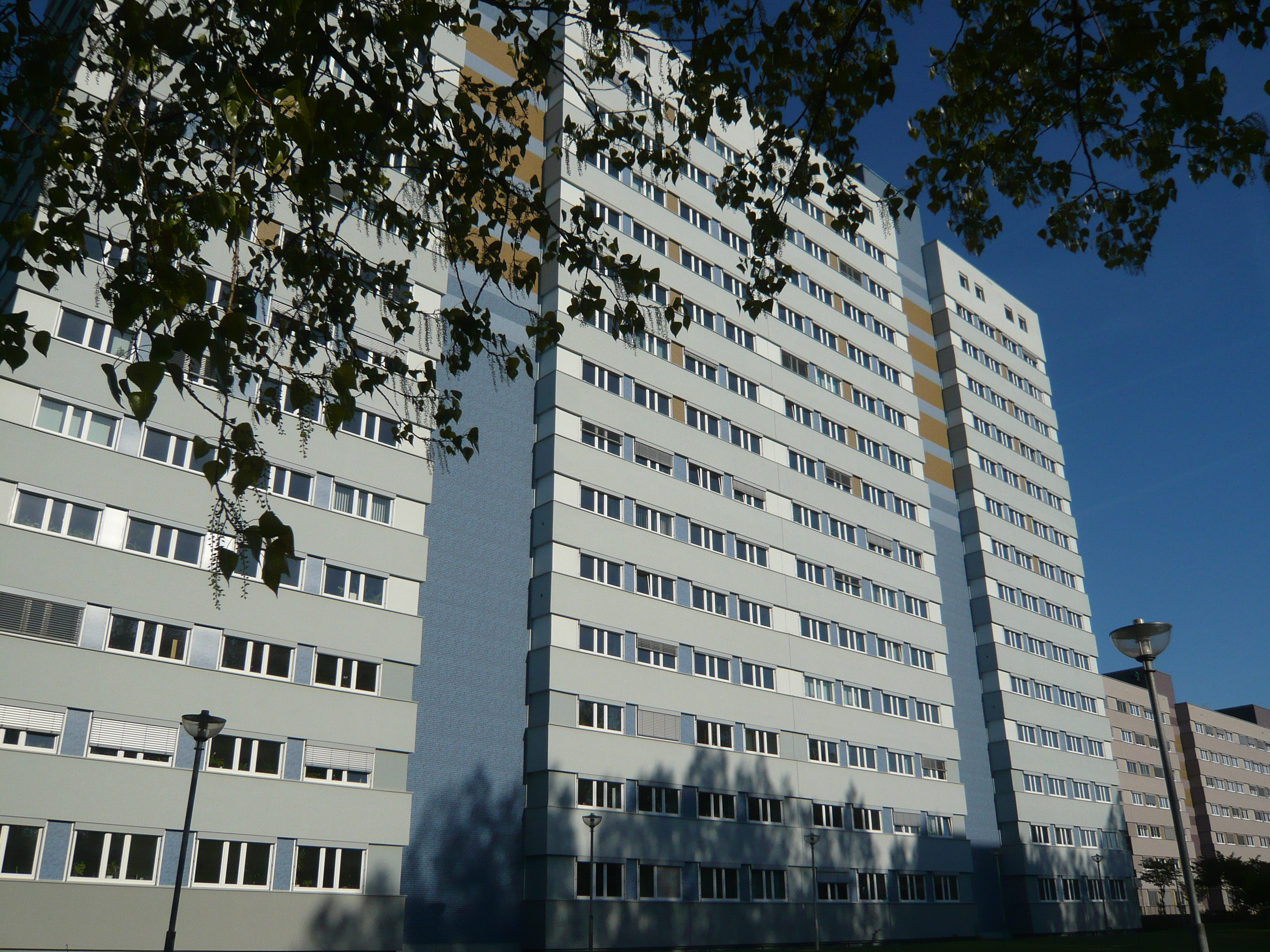
Campus Lichtenberg

2015 fusionierten das Fernstudieninstitut (FSI) und das Institute of Management Berlin (IMB) zur Berlin Professional School. Die HWR Berlin bot schon seit 1992 als eine der ersten Hochschulen in Deutschland Managementweiterbildung mit MBA-Abschluss in Zusammenarbeit mit zwei britischen Hochschulen an. Die Weiterbildungsstudiengänge wurden 2004 in der Rechtsform eines Zentralinstituts unter dem Dach der Hochschule im Institute of Management Berlin zusammengefasst. In der Berlin Professional School werden alle Weiterbildungsstudiengänge der HWR Berlin gebündelt angeboten.
Fernstudium:
- Master European Public Management
- Master Public Administration
- Master Sicherheitsmanagement
- Master Betreuung/Pflegschaft/Vormundschaft (wird vom Fachbereich für Rechtspflege der HWR Berlin in Kooperation mit der Berlin Professional School angeboten)

Managementweiterbildung mit MBA-Abschluss und Master-Abschluss:
- Master Nachhaltigkeits- und Qualitätsmanagement
- Master General Management – dual
- Master International Business Management
- Master Chinese-European Economics and Business Studies
- Master Financial and Managerial Accounting
- Master Tax Policy and Tax Administration
- Master Labour Policies and Globalisation
- MBA in European Management
- MBA in European-Asian Management
- MBA in Transatlantic Management
- MBA in International Management
- MBA in Entrepreneurship
- MBA in Change Management
- MBA in Health Care Management

Institut für Verwaltungsmodernisierung und Polizeireform in Mittel- und Osteuropa
Das Institut für Verwaltungsmodernisierung und Polizeireform in Mittel- und Osteuropa (IMO) wurde 2008 als Zentralinstitut der Hochschule gegründet. Es ist ein interdisziplinäres Kompetenzzentrum für Entwicklungs-, Bildungs- und Beratungsprojekte in den Bereichen Verwaltungsmodernisierung und Polizeireform in den Ländern Mittel- und Osteuropas (MOE).

### Finanzierung
Die Hochschule für Wirtschaft und Recht liegt im Zuständigkeitsbereich des Landes Berlin. Verantwortliche Behörde für die Hochschule ist die Senatsverwaltung für Wissenschaft, Gesundheit und Pflege (Stand: 2024). Die HWR wird finanziert durch Studiengebühren und Leistungen aus dem Berliner Landeshaushalt.

## Studiengänge

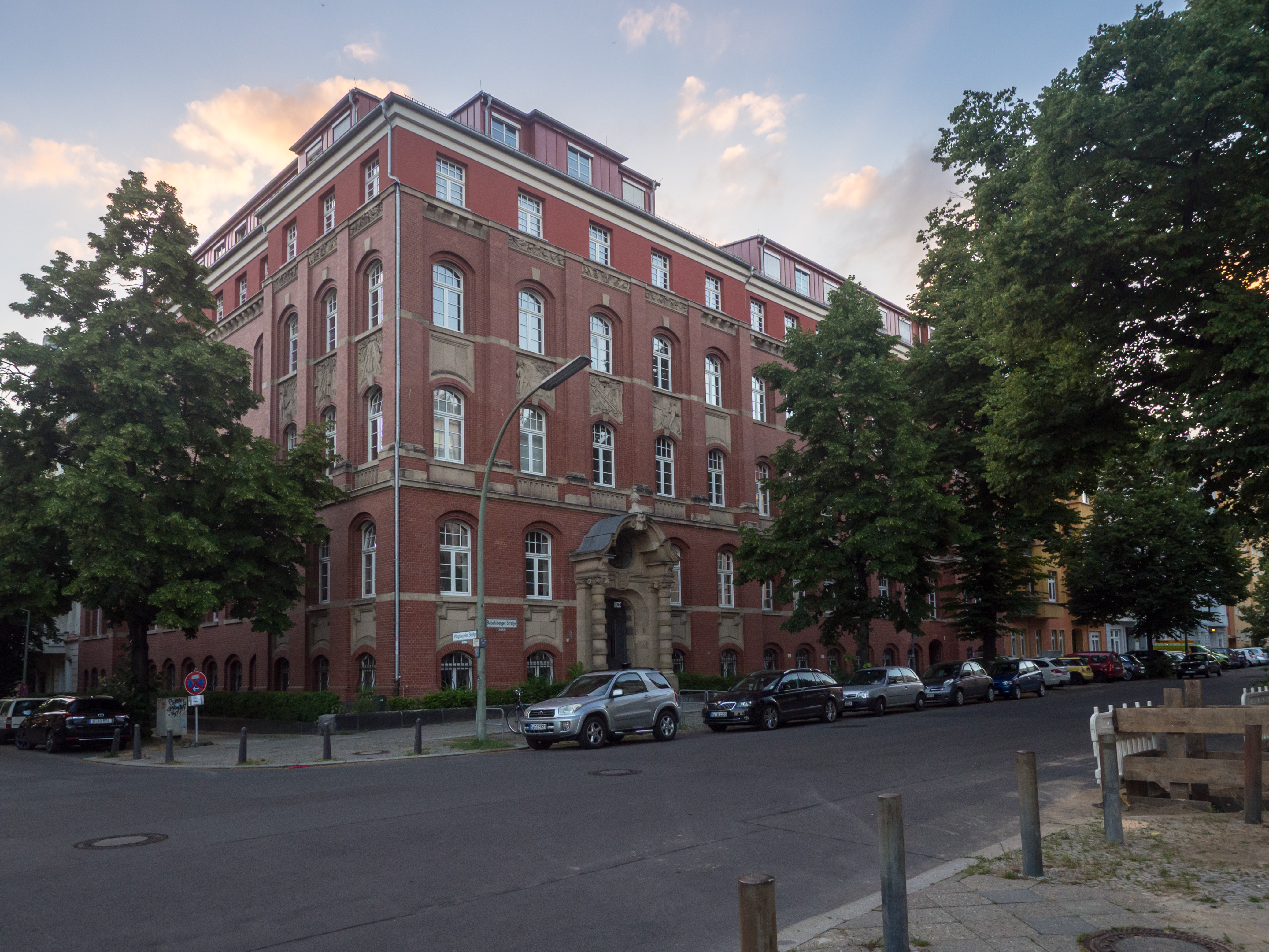
Haus E

Das European Credit Transfer System und das Diploma Supplement sind entwickelt und eingeführt. So ist praktisch das gesamte Lehrangebot der HWR Berlin auf Bachelor und Master umgestellt.

### Diplom-Studiengänge
Die Diplomstudiengänge richten sich an Menschen, die eine Laufbahn in der Verwaltung oder im Vollzugsdienst anstreben:
- gehobener Auswärtiger Dienst (gAD)
- Rechtspflege[11]

### Bachelor-Studiengänge
Die Hochschule bietet zwei Studienarten auf Bachelor-Ebene an. Dazu gehören zum einen Bachelor-Abschlüsse in wirtschaftsnahen Disziplinen, die zum Teil auch die Möglichkeit eines Doppelabschlusses in Kooperation mit einer ausländischen Hochschule bieten. Zum anderen schließen Studierende dualer Programme parallel zum Hochschulstudium eine Ausbildung in einem Kooperationsunternehmen ab.
Bachelor of Arts
- Business Administration – Betriebswirtschaftslehre (BWL)
- Volkswirtschaftslehre (VWL)
- International Business Management
- Unternehmensgründung und Unternehmensnachfolge
- Öffentliche Verwaltungswirtschaft (ÖVW)
- Public and Nonprofit-Management (Öffentliches Dienstleistungsmanagement – PuMa; ehemals: Public-Management)
- Sicherheitsmanagement (SiMa)
- Verwaltungsinformatik (VI)

Bachelor of Engineering
- Wirtschaftsingenieur/in – Umwelt und Nachhaltigkeit (in Kooperation mit der Berliner Hochschule für Technik)

Bachelor of Laws
- Recht im Unternehmen (RiU)[12]
- Recht (Ius)
- Wirtschaftsrecht

Bachelor of Science
- International Digital Business
- International Sustainability Management
- Wirtschaftsinformatik

Duale Bachelorstudiengänge
- Industrielle Elektrotechnik
- Bauwirtschaftsingenieurwesen
- Konstruktion und Fertigung (Maschinenbau)
- Informatik
- Wirtschaftsinformatik
- Technisches Facility Management
- Betriebswirtschaftslehre (BWL) mit Fachrichtung Bank, Dienstleistungsmanagement, Handel, Immobilienwirtschaft, Industrie, International Business Administration, Spedition und Logistik, Steuern und Prüfungswesen, Tourismus, Versicherung und Industrieversicherung.

Bachelor mit Doubledegree
- Internationales Management / Management International – DFS
- International Business Administration Exchange – IBAEX
- International Business – IBU

### Masterstudiengänge
Die internationalen Master-Programme der Hochschule richten sich an Personen, die bereits über einen ersten berufsqualifizierenden Hochschulabschluss verfügen. Sie werden überwiegend in englischer Sprache durchgeführt.
- Accounting and Controlling (M.A.)
- Business Intelligence and Process Management (M.SC.)
- Global Supply Chain and Operations Management (M.A.)
- International Economics (M.A.)
- International Finance (M.SC.)
- International Marketing Management (M.A.)
- Unternehmensrecht im internationalen Kontext (LL.M.)
- International Business & Consulting: International Strategic Management/International Human Resource Management (M.A.)
- Internationales Management / Management International – DFS
- Master European Public Management (M.A.)
- Master of Nonprofit-Management and Public Governance (MaNGo)
- Master Public Administration
- Master Sicherheitsmanagement (M.A.)
- Recht für die öffentliche Verwaltung (LL.M.)
- Prozess- und Projektmanagement
- Political Economy of European Integration (M.A.)
- Wirtschaftsingenieur/in – Energie und Umweltressourcen (M.Sc.) (in Kooperation mit der Berliner Hochschule für Technik)
- Masterstudiengang Betreuung / Vormundschaft / Pflegschaft (LL.M.)[13]
- Immobilien- und Vollstreckungsrecht (LL.M.)[14]

- Kriminologie und Kriminalprävention (M.A.)[15]

## Forschung

### An- und In-Institute
Die HWR Berlin verfügt über sechs An-Institute:
- Berlin Institute of Finance, Innovation and Digitalization e. V. (BIFID)[16]
- Deutsches Institut für Bankwirtschaft e. V.
- Institut für Tourismus Berlin e. V. (IfTB)
- Institut für Versicherungswirtschaft e. V.
- Institut für Wissenstransfer in Verwaltung und Rechtspflege (IWVR e. V.)
- Steinbeis-Forschungszentrum (Volker Huth)

Außerdem gibt es zehn In-Institute:
- Berlin Centre for Empirical Economics
- Berlin Institute for International Business Studies (BIIBS)
- Controlling Plus+ Institut (CPI)
- Forschungsinstitut für öffentliche und private Sicherheit (FÖPS Berlin)
- Harriet Taylor Mill-Institut für Ökonomie und Geschlechterforschung (HTMI, Aysel Yollu-Tok)
- Institut für Entrepreneurship, Mittelstand und Familienunternehmen der HWR Berlin (EMF Institut)
- Institut für Logistik (IfL)
- Institut für Nachhaltigkeit (INa)
- Institute for Data-Driven Digital Transformation (d-cube)
- Institute for International Political Economy Berlin (IPE Berlin)

### Kooperationen
Die HWR Berlin ist eine von sieben Mitgliedern des Hochschulverbundes UAS7, dessen Ziel es ist, sieben führende deutsche Universities of Applied Sciences international zu vertreten.
Außerdem ist die HWR  im Jahr 2024 Kooperationspartner von rund 700 Unternehmen. Dabei ist sie einer der größten Anbieter dualer Studiengänge in Deutschland.
Die Hochschule kooperiert mit der Global Labour University.

## Präsidenten
- 2000–2010: Franz Herbert Rieger (Rektor)[17]
- 2010–2016: Bernd Reissert
- 2016–2024: Andreas Zaby
- seit 2024: Jens Hermsdorf[18]

## Besonderheiten

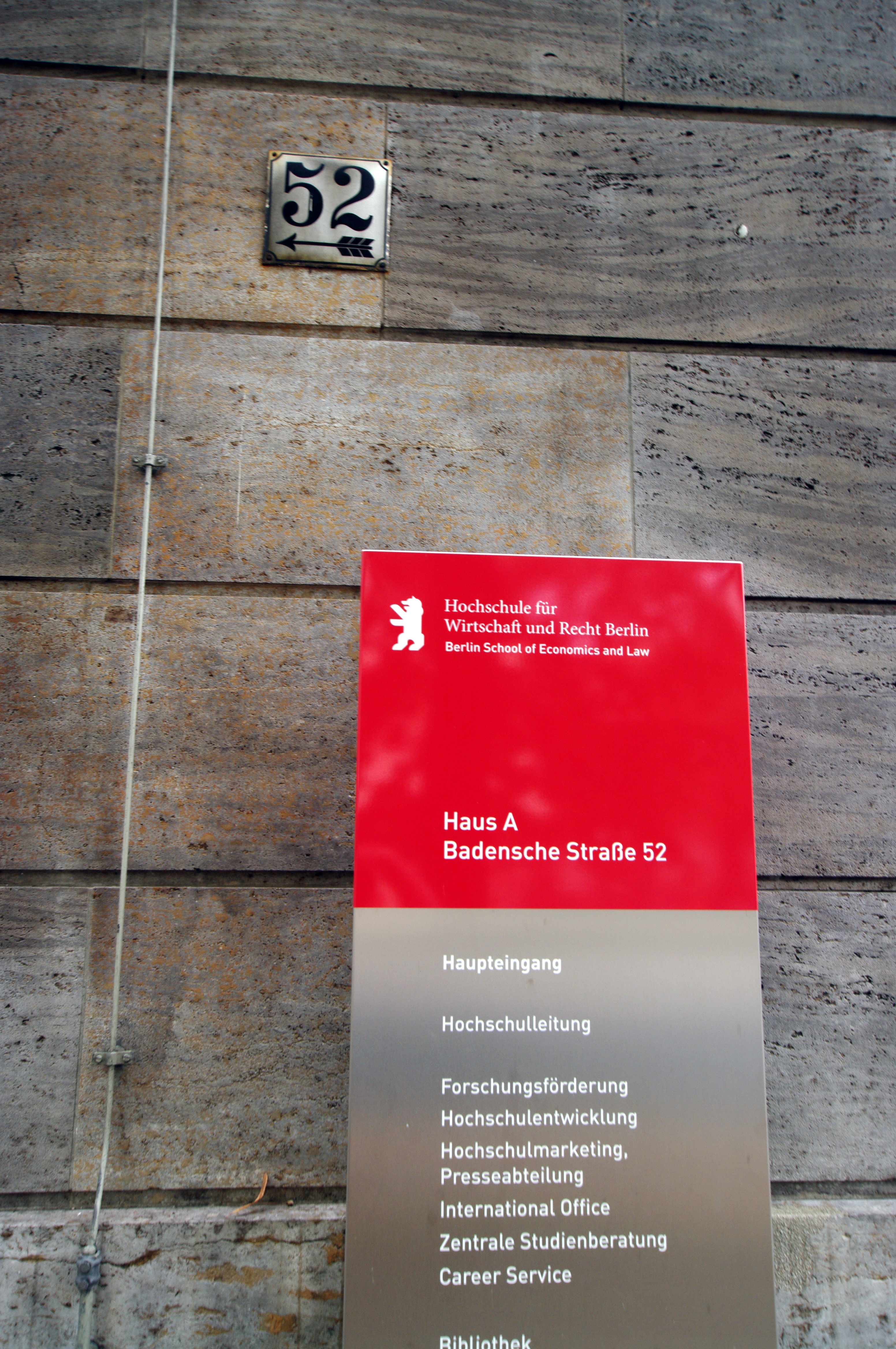
Haupteingang zum HWR International Office

### Sport
Die HWR bietet ein eigenes Sportprogramm an. Die Hochschule organisiert für ihre Studierenden ein Sportangebot in den Sportarten Fußball, Basketball, Volleyball und die Abnahme des Sportabzeichens.

### Startup Inkubator
Im Startup Incubator Berlin der HWR werden Gründungsideen zur Marktreife entwickelt. Dafür unterstützt das Gründerzentrum akademische Teams mit Expertise, Infrastruktur und Stipendien.
Das Angebot richtet sich an alle, die erst am Anfang ihres Gründungsvorhabens stehen oder sich schon in der aktiven Gründungsphase befinden. Das Gründungszentrum der HWR existiert seit 2009, seit 2017 ist der Startup Incubator Berlin am Standort Siemensstadt 2 ansässig.

### Akademische Reputation
Mit 260 Gästen im Erasmus-Programm verzeichnete die HWR Berlin die meisten internationalen Einschreibungen im Jahr 2015 unter allen Fachhochschulen in Deutschland.

## Bekannte Professoren
- Liane Buchholz (* 1965), Wissenschaftlerin und Managerin
- Eckhard Hein (* 1963), Ökonom
- Beate Jochimsen (* 1969), Volkswirtin und Hochschullehrerin
- Christoph Kopke (* 1967), Politikwissenschaftler und Historiker
- Ralf Kreutzer (* 1958), Betriebswirt und Hochschullehrer
- Birgit Mahnkopf (* 1950), Politikwissenschaftlerin
- Friederike Maier (* 1954), Volkswirtin und Arbeitsmarktforscherin
- Bernd Reissert (* 1950), Ökonom
- Sabrina Schönrock (* 1971), Juristin und Hochschullehrerin
- Alexander Steinmann, Maschinenbauingenieur, Hochschulprofessor
- Achim Truger (* 1969), Wirtschaftswissenschaftler
- Aysel Yollu-Tok (* 1979), Wirtschaftswissenschaftlerin, Soziologin und Hochschullehrerin
- Andreas Zaby (* 1968), Professor